# 549 Dywizja Grenadierów Ludowych
549 Dywizja Grenadierów Ludowych (niem. 549. Volks-Grenadier-Division) – jedna z niemieckich dywizji grenadierów ludowych. 
Utworzona w październiku 1944 roku z przekształcenia 549 Dywizji Grenadierów jako dywizja 32 fali mobilizacyjnej. Podlegała głównie XXVII Korpusowi Armijnemu (4 Armia) i XXVI Korpusowi Armijnemu (3 Armia Pancerna), walcząc w składzie Grup Armii Środek i Wisła na terenie Prus Wschodnich, Zachodnich i pod Szczecinem. Dywizja dostała się do niewoli amerykańskiej.

## Skład
- 1097 Pułk Grenadierów
- 1098 Pułk Grenadierów
- 1099 Pułk Grenadierów
- 1549 Pułk Artylerii
- 549 Kompania Fizylierów
- jednostki dywizyjne